# Causse-de-la-Selle
Causse-de-la-Selle is een gemeente in het Franse departement Hérault (regio Occitanie) en telt 291 inwoners (1999). De plaats maakt deel uit van het arrondissement Lodève.

## Geografie
De oppervlakte van Causse-de-la-Selle bedraagt 48,5 km², de bevolkingsdichtheid is 6,0 inwoners per km².

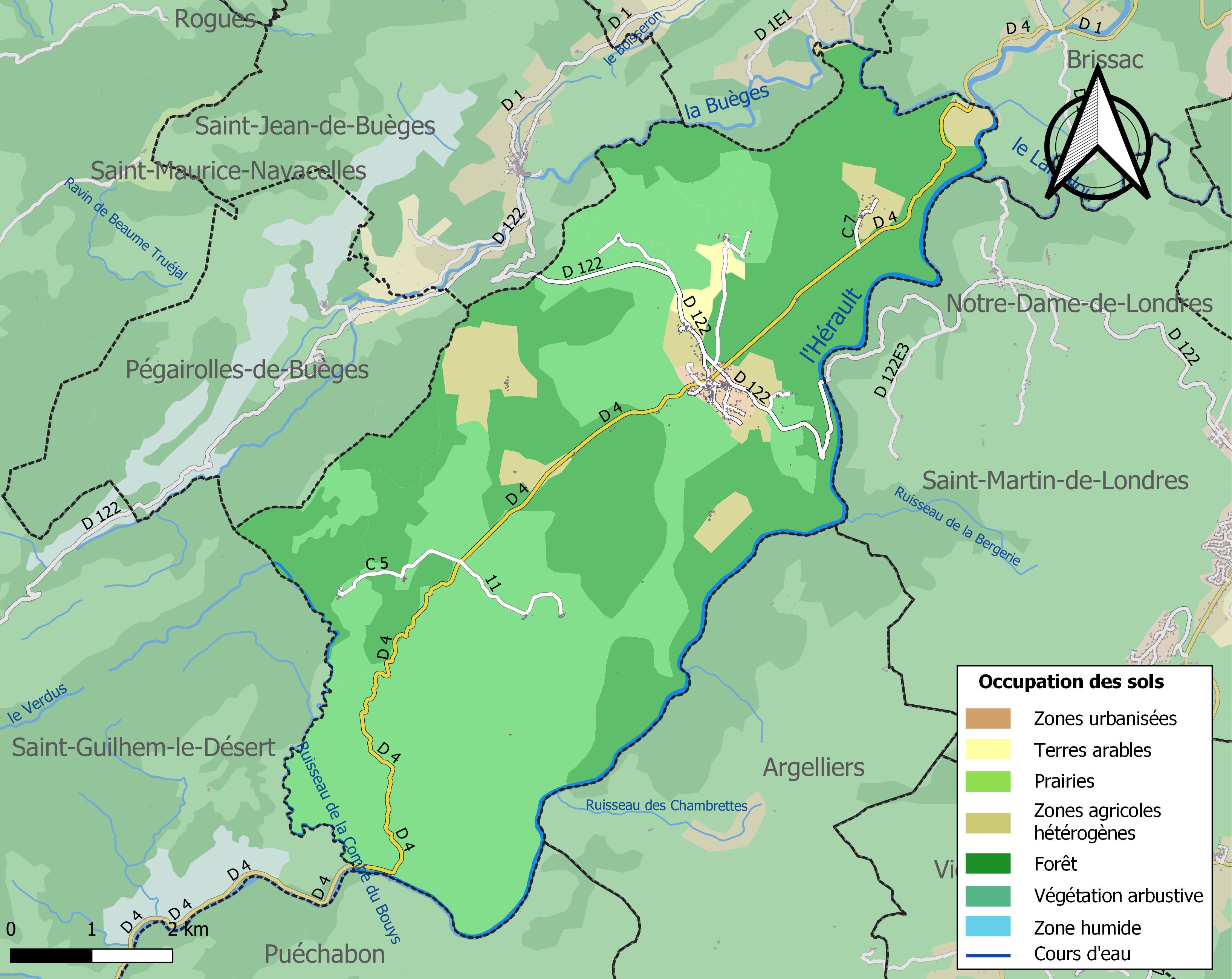
Kaart van de gemeente met de belangrijkste infrastructuur, bodemgebruik en omliggende gemeenten

## Demografie
Onderstaande figuur toont het verloop van het inwonertal (bron: INSEE-tellingen).